# Bruselský styl
Bruselský styl je vžitý název pro výtvarný styl, uplatňující se v architektuře a užitém umění v Československu na konci 50., v 60. a 70. letech 20. století. Název je odvozen od fenomenálního úspěchu, který zaznamenala československá účast na EXPU 58 v Bruselu a který motivoval československou společnost k hledání nového vizuálního stylu v architektuře a užitém umění. Obecněji ho lze definovat jako měkký modernismus. 

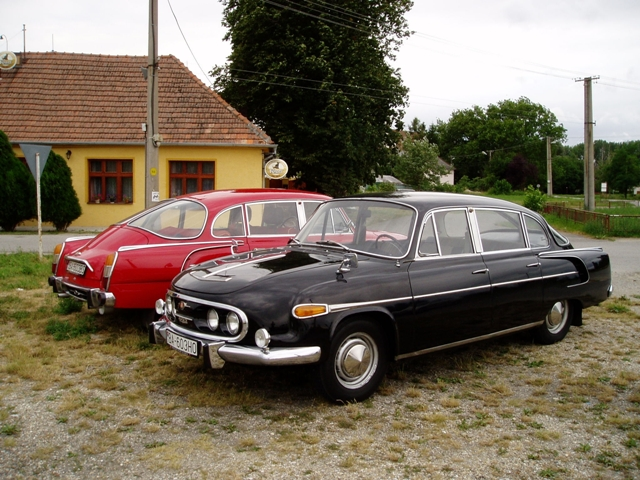
Tatra 603

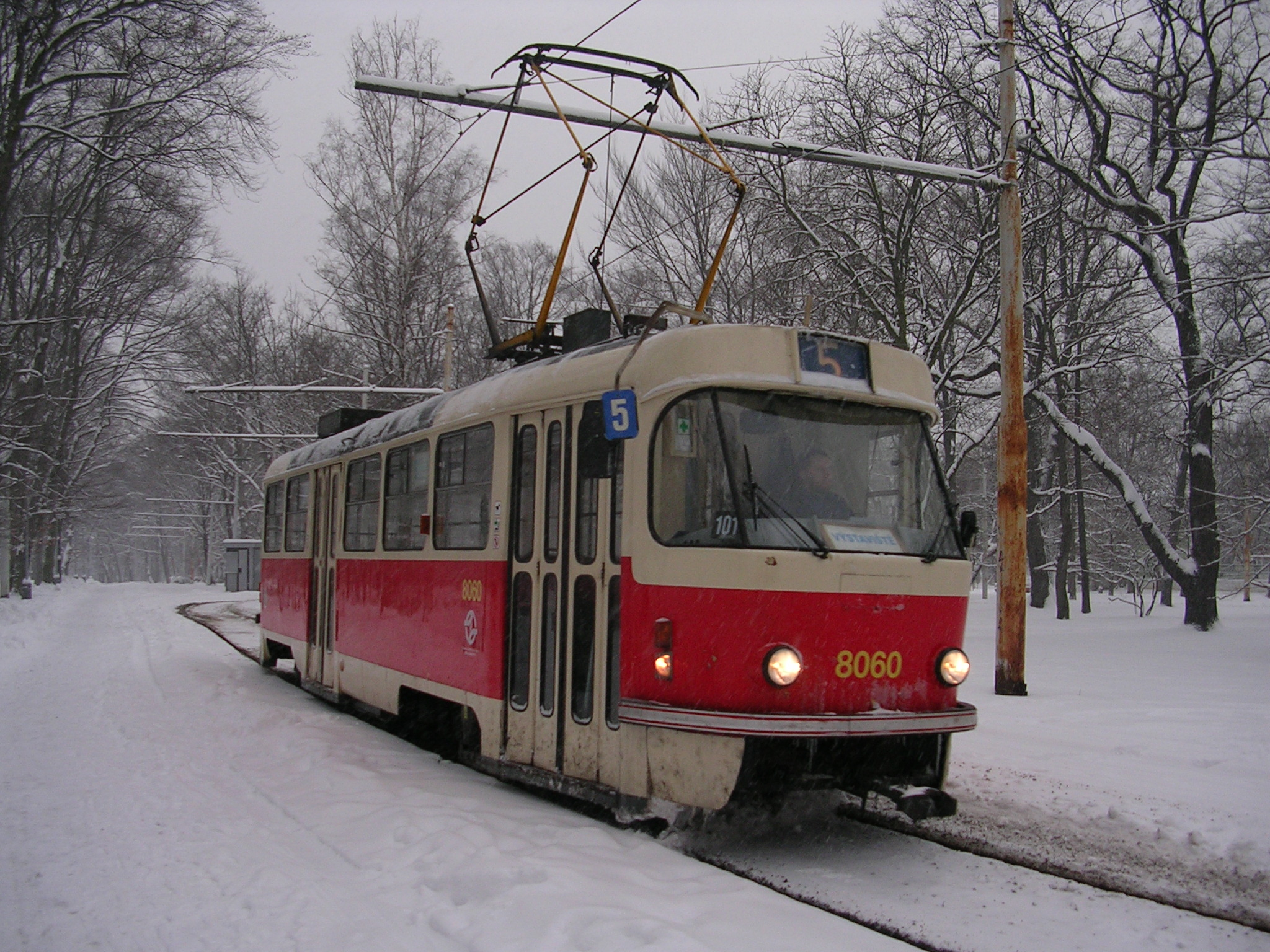
Tramvaj Tatra T3

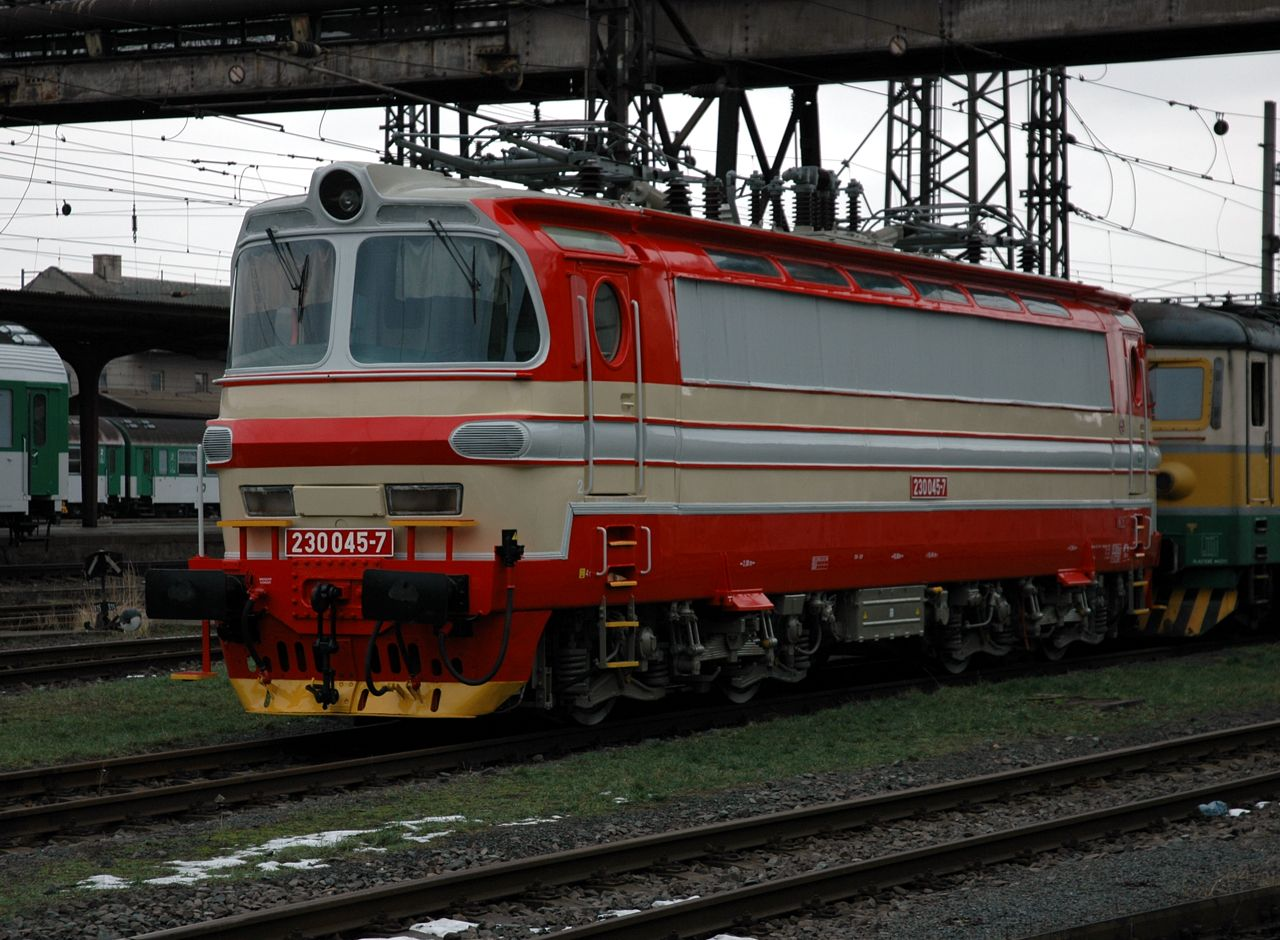
Lokomotiva řady 230

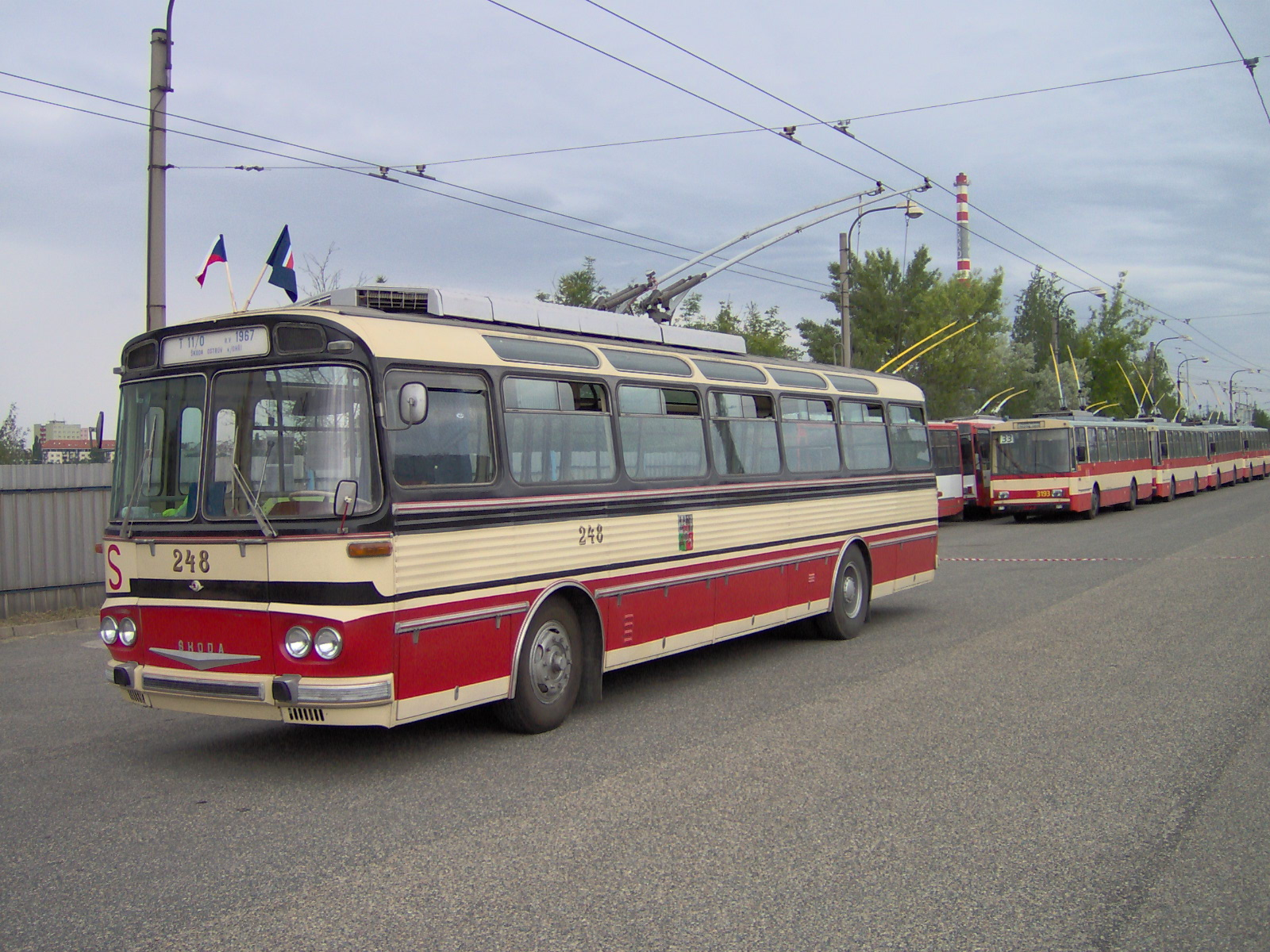
Trolejbus Škoda T11

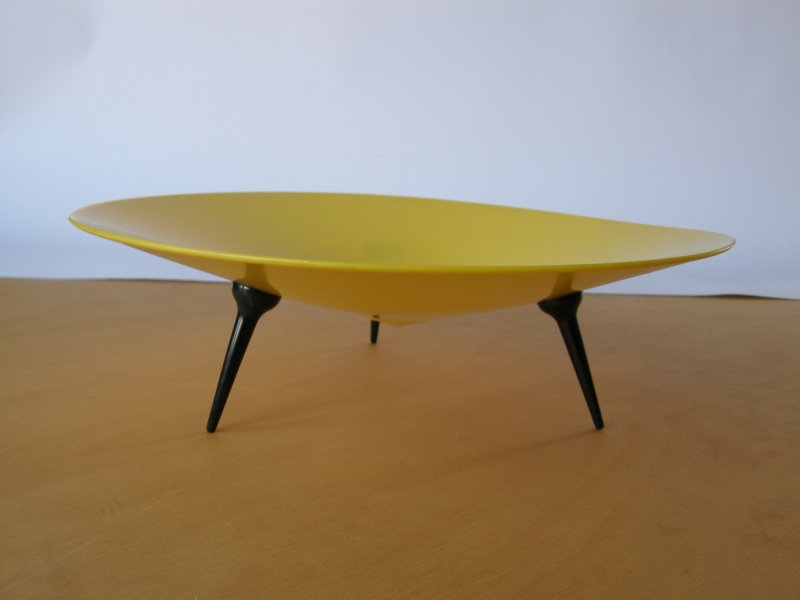
Miska, výrobce n.p. Plastimat, 60. léta

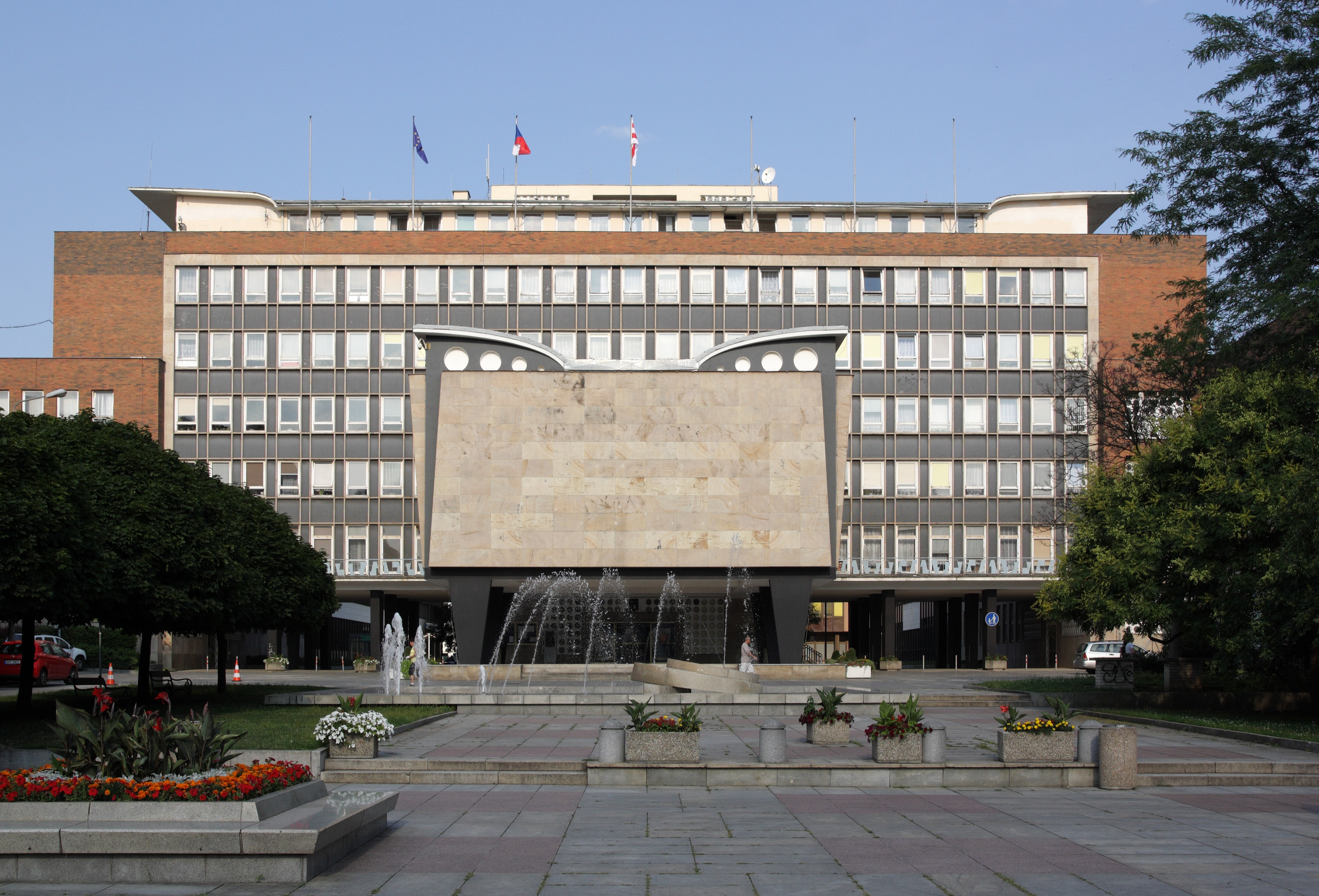
Krajský národní výbor v Ústí nad Labem

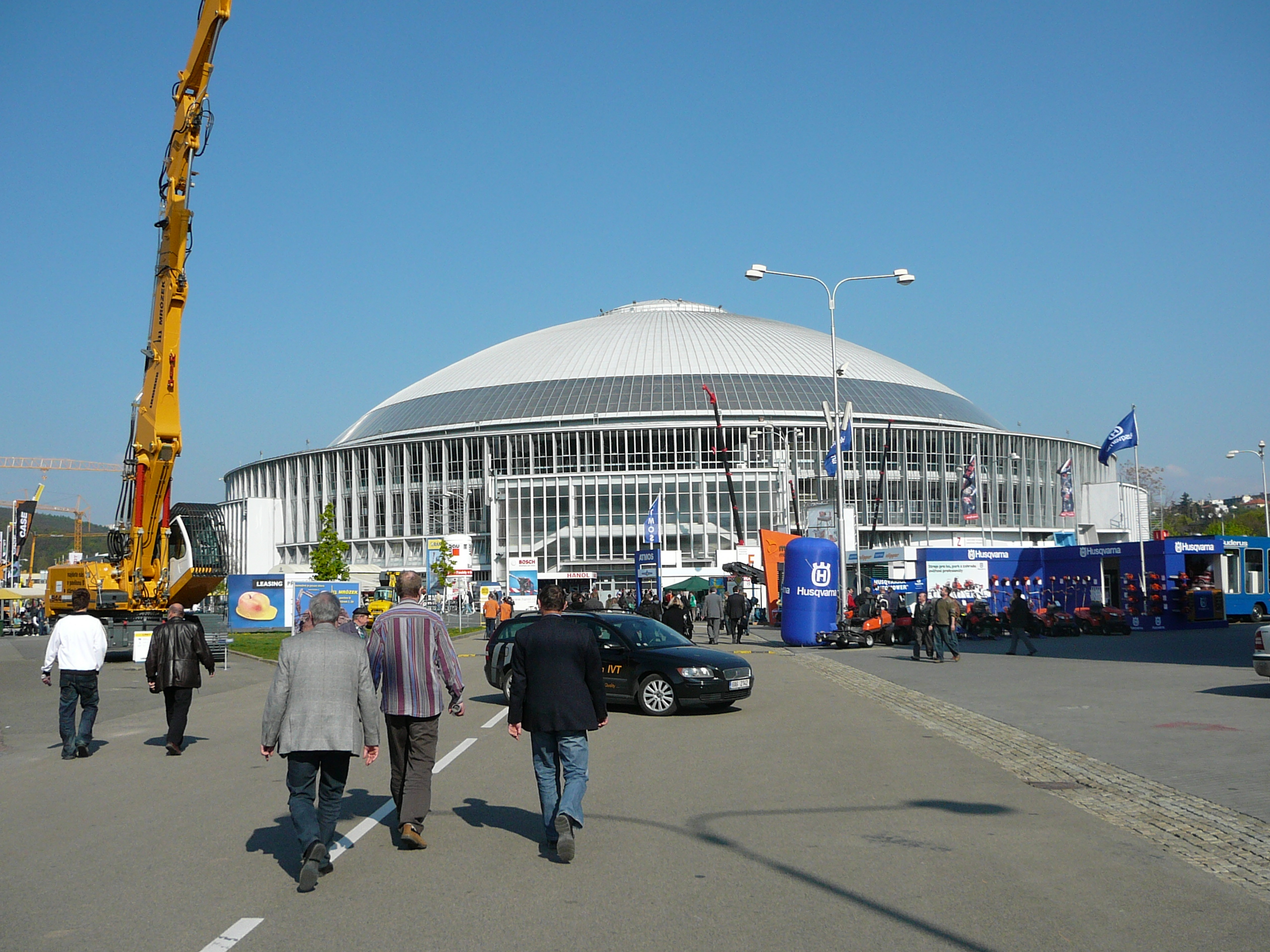
Pavilon Z na Brněnském výstavišti

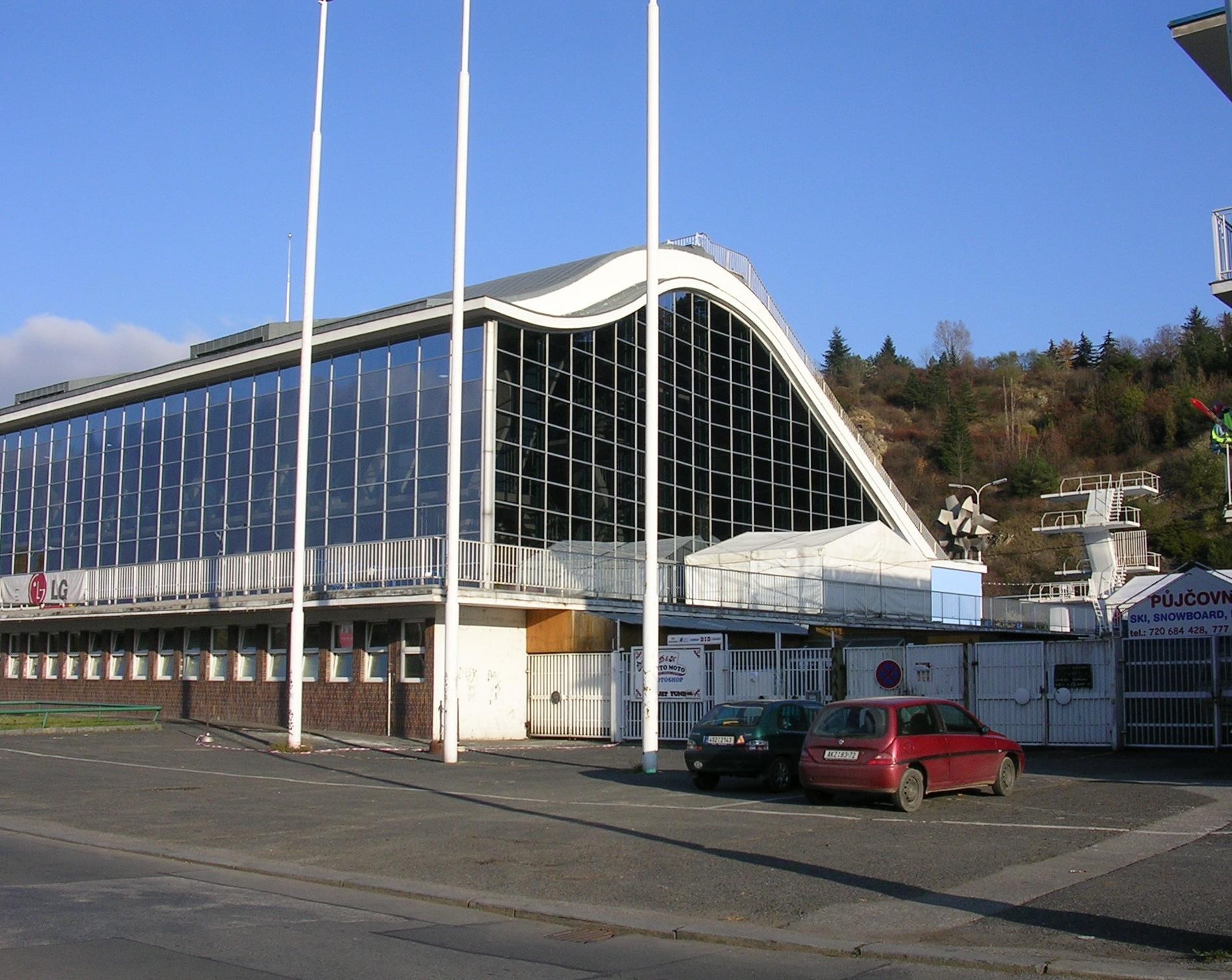
Plavecký stadion Podolí

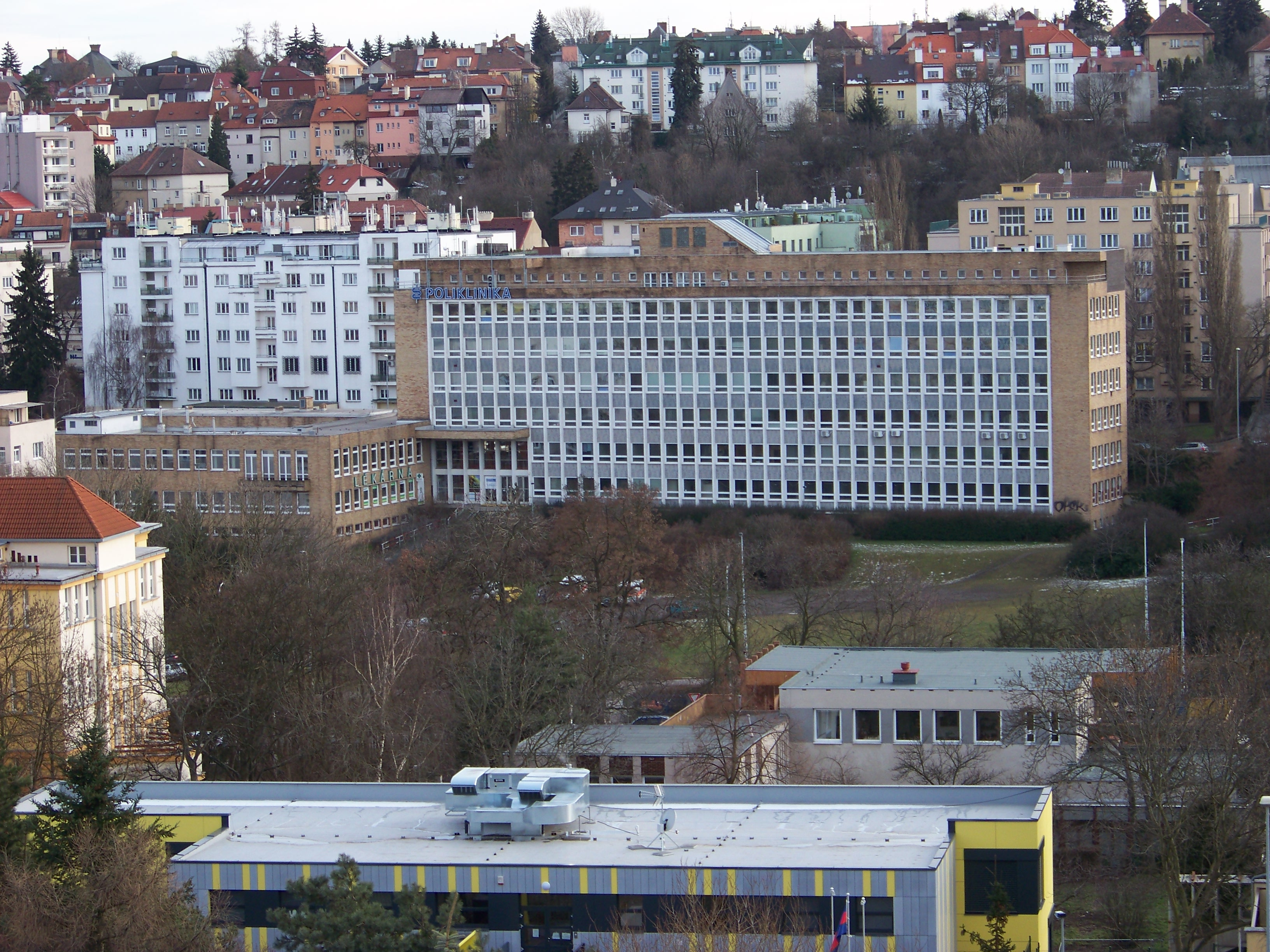
Poliklinika Pod Marjánkou

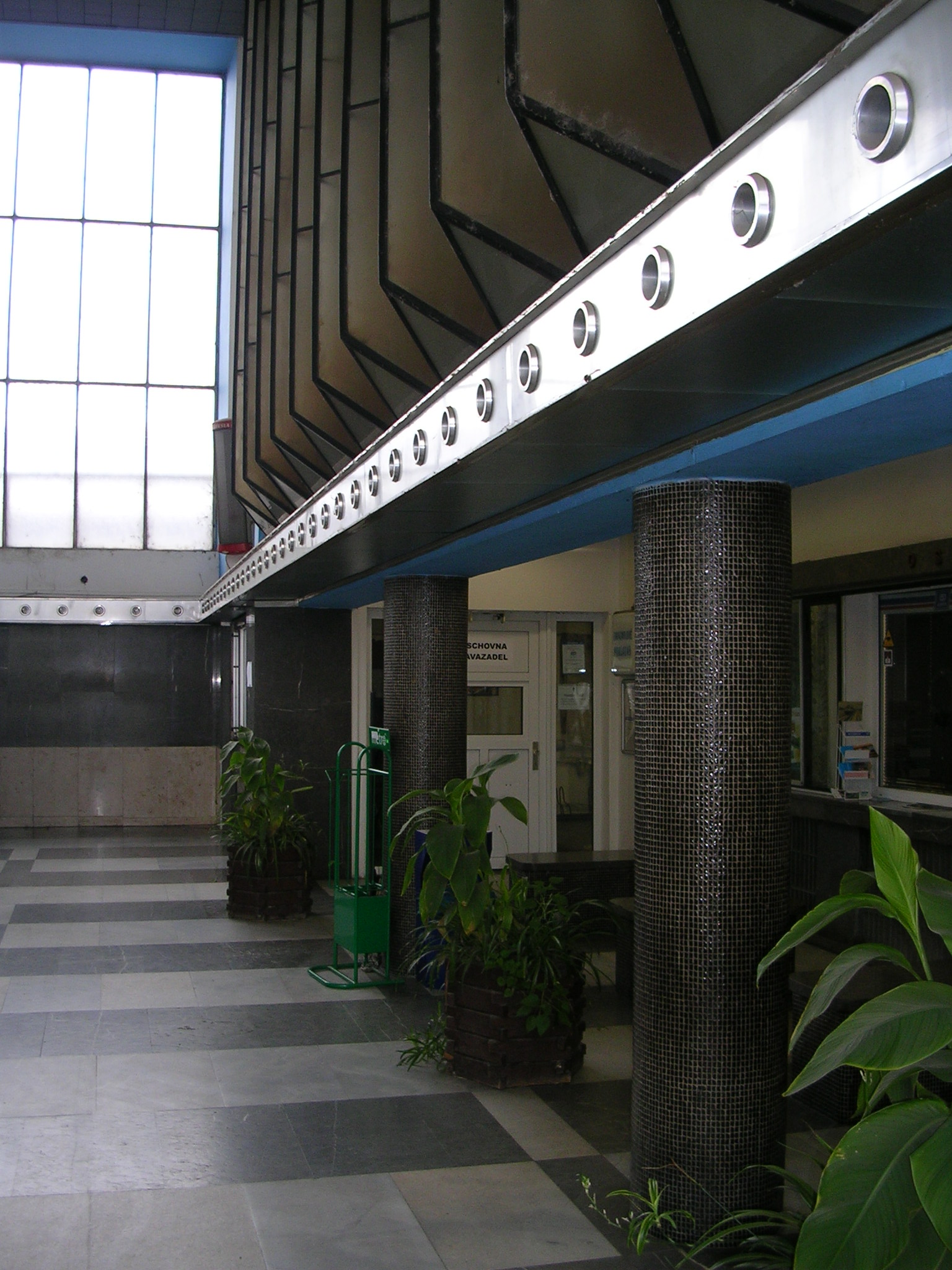
Nádraží v Bílině - interiér v pozdním bruselském stylu

## Charakteristika
Bruselský styl vznikl jako návrat k autentické tvorbě po dekádě stalinského socialistického realismu, který znamenal pro umělce a architekty nucené začleňování ideologického podtextu do díla, dodržování stanovených forem a přísnou cenzuru.
Absolutnost změny paradigmatu přitom ukazuje na totalitní prostředí, v němž ke změně došlo. V otevřené společnosti by tradicionalismus, ač politicky podmíněný, pravděpodobně nemohl být beze zbytku zavržen.
Uvedený styl představuje latentní problém jak v otázce vztahu architektury a módy, tak vzhledem k neurčitosti vymezení samotného pojmu. Jde přitom o univerzální neurčitost, jak dokládají dobové kritické reakce na styl EXPO 58 v západní Evropě.
Bruselský styl se oproti tomu vyhraňuje orientací na emocionální působivost (použitím jasných pastelových barev). Typické je použití skla, ať už na fasádách, v mozaikách, reliéfech či neonových světelných reklamách. 
Mezi nově použitými materiály můžeme řadit keramiku, vlnitý plech, eternit, plastické hmoty, umakart, laminát a nátěry ve výrazných barvách.  

### Vznik
Prvotním impulzem pro vznik tohoto stylu byl zánik socialistického realismu jako oficiálního výtvarného směru. Ve vzniklé uvolněné atmosféře byla připravována československá účast na EXPU 58, která byla později v celosvětové konkurenci oceněna Zlatou hvězdou pro nejlepší expozici. Pavilon Československa sestával ze dvou objektů, jejichž autory byli architekti František Cubr, Josef Hrubý a Zdeněk Pokorný. Prvním objektem byl samotný výstavní pavilon, druhým restaurace. Ta byla po skončení výstavy převezena do Prahy na Letnou, kde stojí dodnes. V roce 2001 byla chátrající budova diskutabilně rekonstruována pro administrativní využití. Pavilon byl přemístěn na Pražské výstaviště, kde na začátku 90. let vyhořel a byl stržen.

### Zánik
První polovina šedesátých let se stala dobou vystřízlivění a vyzrávání. Přispěla k tomu i ekonomická a společenská krize zastíraná oficiální deklarací z roku 1960, že Československo vybudovalo socialismus.
Tím byl bruselský styl překonán směrem k minimalistickým, brutalistickým či technicistním tendencím šedesátých let, byť dozvuky "bruselu" byly pro část české architektury příznačné ještě v normalizačních letech.

### Designové ikony bruselské doby
S bruselským stylem jsou spjaty i ikony průmyslového designu:
- automobil Tatra 603 designérů Františka Kardause a V. Popeláře
- tramvaj Tatra T3 designéra Františka Kardause
- autobus Škoda 706 RTO designéra Otakara Diblíka
- automobil Škoda 440 Karosa designera Otakara Diblíka
- elektrická lokomotiva řady 230 designéra Otakara Diblíka
- trolejbus Škoda T11
- porcelánové servisy a figurky Jaroslava Ježka
- lampička DRUPOL č. 21616 od designéra Josefa Hůrky

### Příklady architektonických realizací
Tvarosloví: trojúhelníky, lichoběžníky, spirály, paraboly, kónické tvary. Hojně se využívají lanové střechy, skořepinové klenby, závěsné skleněné fasády, konstrukce z předpjatého železobetonu, panely z betonu i vlnitého plechu pěnoskla, nebo umělých hmot.
1. Československý pavilon na Světové výstavě 1958 - František Cubr, Josef Hrubý, Zdeněk Pokorný
2. Restaurace při Československém pavilonu na Expo 58 - dtto

kulturní domy:
1. kulturní dům v Příbrami od Václava Hilského
2. kulturní dům v Ostravě od Jaroslava Fragnera
3. kulturní dům v Jihlavě od Vladimíra a Věry Machoninových

divadla:
1. Městské divadlo Zlín (původně Divadlo pracujících) Františka Rozhona, Karla Řepy a Miroslava Řepy

areály a pavilóny:
1. elektrotechnická a strojní fakulta ČVUT Františka Čermáka a Gustava Paula
2. areál Československé televize na Kavčích Horách
3. pavilon Z na brněnském výstavišti Zdeňka Alexy, Zdeňka Denka, Zdeňka Pospíšila a Milana Steihausera
4. pavilon X na brněnském výstavišti Antonína Ševčíka a Radka Russe
5. administrativní budova u vstupu brněnského výstaviště Miroslava Spurného
6. pavilon A olomouckého výstaviště Petra Braunera
7. pavilon 01 libereckého výstaviště liberecký ateliér 7
8. pavilon F libereckého výstaviště Miroslava Masáka
9. experimentální bytový okrsek Praha Invalidovna - Josef Polák, Vojtěch Šalda a kol.
10. asanace Mladé Boleslavi podél Hlavní třídy
11. úprava Strahova v rámci II. československé spartakiády

věžové domy/hotelové domy/hotely:
1. věžový dům v Ostravě-Porubě Aloise Vašíčka a Františka Novotného na půdorysu dvou odvrácených Y s připojenou kruhovou výsečí
2. hotel International v Brně Miloše Kramoliše, Arnošta Krejzy a Viléma Kuby
3. hotel Continental s půdorysem Y v Brně Zdeňka Řiháka, Aloise Semely a Vladimíra Kovářika
4. komplex činžovních domů Perla v Českých Budějovicích – Böhm Bohumil, Škarda J., Jarolím Bohumil
5. hotelový dům v Olomouci Tomáše Černouška, Karla Doláka a Jiřího Zrotala
6. věžový dům ve Vsetíně
7. Hotelový dům EXPO v Praze-Karlíně na Sídlišti Invalidovna, arch. Josef Polák a Vojtěch Šalda

nádraží: 
1. Beroun
2. Bílina
3. Duchcov
4. Havlíčkův Brod
5. Havířov
6. Cheb
7. Klatovy
8. Oldřichov u Duchcova
9. Ostrava-Vítkovice
10. Ostrava-hlavní nádraží
11. Žďár nad Sázavou
12. Havířov
13. Čadca